# Єзуати блаженного Єронима
Єзуати — релігійний орден, заснований Джованні Коломбіні зі Сієни в 1360 році. Орден спочатку називався як Апостольські Клірики Святого Ієроніма (Clerici apostolici Sancti Hieronymi), через вшановування святого Ієроніма і апостольське життя засновників ордену. Сам засновник був процвітаючим купцем і сенатором у своєму рідному місті, але, потрапивши під екстатичний релігійний вплив, покинув світські справи, дружину і дочку (після їх забезпечення) і поклявся вести життя, повне апостольської бідності, покаянної дисципліни, служби у лікарні та публічних проповідей.
Назва «Єзуати» до Коломбіні і його учнів призвичаїлася через звичай голосно закликати ім'я Ісуса при початку і в кінці своїх екстатичних проповідей. Сенат вигнав Коломбіні з Сієни через навіювання дурних ідеї молоді міста, і він продовжив свою місію в Ареццо і в інших місцях, тільки щоб бути достойно покликаним додому при спаласі бубонної чуми. Говард Івс пише, що орден був тоді «присвячений для догляду та захоронення жертв нестримної бубонної чуми».
Він вийшов назустріч Урбану V після повернення з Авіньйона до Риму в 1367 році й просив його санкції для нового ордену та окремого уставу. Коломбіні підозрювався у зв'язку його ордену з єретичною сектю фратрицельців (Fraticelli), і він помер 31 липня 1367 року, незабаром після папського затвердження. Керівництво нового ордену, члени якого (що були келійниками) цілком віддали себе справам милосердя, переходить до Міан.
Їхній статут, що спочатку був поєднанням бенедиктинського і францисканський елементів, надалі був модифікований відповідно до більш августинської лінії, але зі збереженням покаянних елементів, таких як носіння сандалій і щоденне бичування. Павло V в 1606 році виокремив невелику частку священства, а потім в XVII столітті єзуати стали настільки секуляризованими, що їх члени були відомі як Отці Аквавіти. Івс пише: «закралися деякі порушення, мабуть, пов'язані з виробництвом і продажем спиртних напоїв, які були не санкціонованими канонічним правом. Це, поряд з труднощами в підтримці розумної квот членів, призвело до скасування ордену папою Климентом IX в 1668 році».
Математик Бонавентура Кавальєрі був членом єзуатів від п'ятнадцяти років до своєї смерті.

## Цікаві факти
У біографіях засновника ордену єзуатів Джованні Коломбіні та засновника Товариства Ісуса (ордену єзуїтів) Ігнатія Лойоли було багато збігів — обидва стали ченцями під впливом «житій святих», обидва заснували ордени, названі іменем Ісуса Христа, які були скасовані папами-тезками — орден єзуатів Климентом IX, а орден єзуїтів — Климентом XIV, обидва померли в Італії, в один і той самий день — 31 липня (Коломбіні біля Сієни 1367 року, а Лойола в Римі 1556 року).